# Лизогуб, Фёдор Андреевич
Фёдор Андре́евич Лизогу́б (6 октября 1851 года, Седнев, Черниговская губерния, Российская империя — 1928 год, Белград, Королевство сербов, хорватов и словенцев) — видный русский и украинский общественный, политический и государственный деятель, Председатель Совета министров Украинской Державы в период правления гетмана Павла Скоропадского. Также Министр внутренних дел Украины в период с мая до октября 1918.

## Биография
Родился в богатой украинской помещичьей семье старинного казацкого дворянского рода Лизогубов. Отец — Андрей Иванович Лизогуб (1804—1864) был образованным человеком — кончил курс в Женевском университете и был членом губернского комитета по освобождению крестьян. Знаток литературы и искусства, сам прилично музицировал и рисовал, слыл украинофильствующим либералом, был хорошим приятелем Тараса Шевченко, переписывался с ним; мать — Надежда Дмитриевна Дунин-Борковская (1820 — после 1864), представительница старинного дворянского датско-польского рода Дунин-Борковских. Старшие братья: Илья (1846—1906) — чиновник министерства юстиции (с 1872), член Тифлисской судовой палаты (с 1890), действительный статский советник (с 1906); Дмитрий (1849—1879) — революционер—народник.
Окончил курс реального училища подполковника А. Г. Гавловского в Санкт-Петербурге.
5 декабря 1883 года определён на службу помощником секретаря в съезд мировых судей Черниговского судебно-мирового округа. Указом Правительствующего Сената от 26 апреля 1884 года произведён в коллежские регистраторы. В 1884 году на дворянских выборах избран депутатом в Черниговское дворянское депутатское собрание Городнянского уезда, в этой должности был до 22 мая 1887 года.
24 июля 1884 года уволен от должности помощника секретаря съезда по собственному прошению. В мае 1887 года на дворянских выборах избран кандидатом на должность уездного предводителя дворянства по Городнянскому уезду. На земских выборах Городнянским уездным земским собранием избирался в почётные мировые судьи по Городнянскому уезду с 1888 года по 1903 год. С 22 февраля 1888 года — исполняющий обязанности, а с 18 марта 1888 года — уездный предводитель дворянства Городнянского уезда. Неоднократно избирался уездным предводителем дворянства и был им до 5 августа 1897 года, когда подал прошение об отставке. Исполнял должность губернского предводителя дворянства Черниговской губернии с 19 января по 6 марта и с 6 апреля по 12 мая 1895 года.
4 июня 1897 года утверждён в чине статского советника Высочайшим приказом по гражданскому ведомству. Лохвицким уездным земским собранием избирался почётным мировым судьёй по Лохвицкому уезду в 1896, 1897, с 1900 по 1903 год. Полтавским губернским земским собранием неоднократно избирался председателем Полтавской губернской земской управы, каковым был с 1901 по 1915 год.
6 декабря 1903 года произведён в действительные статские советники. Будучи председателем Полтавской губернской земской управы зарекомендовал себя как покровитель развития украинской культуры и искусства. Выступал одним из инициаторов открытия памятника И. П. Котляревскому в Полтаве, издания его произведений, постройки для губернского земства нового здания в стиле казацкого барокко (архитектор В. Г. Кричевский) и открытия городского музея. Материально поддерживал школу художественных промыслов им. Н. В. Гоголя в Миргороде.
С 1915 года — член Совета Земского Самоуправления и начальник канцелярии при наместнике Кавказа великом князе Николае Николаевиче. С февраля 1917 года — заведующий отделом иностранных подданных Министерства иностранных дел Временного правительства России, товарищ министра при Временном правительстве.
Спасаясь от красного террора, в конце 1917 года переехал из Петрограда на Украину, где стал консультантом по земским вопросам при Генеральном секретариате Украинской Центральной Рады. После гетманского переворота возглавил Министерство внутренних дел в правительстве Н. Н. Сахно-Устимовича. С мая по 14 ноября 1918 год — Председатель Рады Министров Украинской Державы (гетмана П. П. Скоропадского) и Министр внутренних дел Украины (до июля 1918 года). Правительство во главе с Лизогубом было раскритиковано в меморандуме украинских политических партий. Лизогуб подал в отставку после опубликования декларации гетмана П. П. Скоропадского о федеративной связи Гетманщины с Россией.
В Берлине, в августе 1918 года Ф. Лизогуб встречался с государственным секретарём иностранных дел Германии Паулем фон Хинцем и обсуждал с ним проблемы границ, заключения мирного договора с советской Россией, вопросы, связанные с Крымом, Холмщиной и Черноморским флотом.
После отречения гетмана эмигрировал. Умер в Белграде.

## Семья
Был женат на Александре Фёдоровне Левиц. Их дети:
- Елена (р. 10 сентября 1890 года)
- Елизавета (р. 11 сентября 1892 года)
- Вера (р. 27 апреля 1897 года)

## Награды
- Орден Святого Станислава 2-й степени — 22 июня 1890 г.
- Орден Святой Анны 2-й степени — 30 августа 1893 года
- Орден Святого Владимира 4-й степени — 6 декабря 1895 года
- Орден Святого Владимира 3-й степени — 22 сентября 1897 года
- Орден Святого Станислава 1-й степени — 26 июня 1909 года
- Медаль «В память царствования императора Александра III»
- Медаль «В память коронации Императора Николая II»
- Медаль «За труды по первой всеобщей переписи населения».